# Thomas Sommer Arnoldsen
Thomas Sommer Arnoldsen (* 11. Januar 2002 in Aarhus) ist ein dänischer Handballspieler.

## Karriere

### Verein
Thomas Sommer Arnoldsen lernte das Handballspielen in seiner Heimatstadt bei Skanderborg Aarhus Håndbold. Ab der Saison 2020/21 lief er in der ersten Mannschaft in der ersten dänischen Liga, der Håndboldligaen, auf. In der Spielzeit 2021/22 wurde der Rechtshänder nach 144 Toren und 143 Assists mit 70 % der Stimmen zum Talent des Jahres (Årets talent) gewählt. Mit diesem Team nimmt er an der EHF European League der Männer 2022/23 teil.
Zur Saison 2023/24 wechselte der 1,95 m große mittlere Rückraumspieler zum Ligakonkurrenten Aalborg Håndbold. Vor Beginn der Saison gab der Verein bekannt, dass Arnoldsen wegen physischer und psychischer Überlastung bis auf weiteres nicht spielen werde. 2024 und 2025 gewann er die dänische Meisterschaft sowie 2025 den dänischen Pokal.

### Nationalmannschaft
Mit der dänischen U17-Nationalmannschaft gewann Arnoldsen beim Europäischen Olympischen Sommer-Jugendfestival 2019 in Baku die Bronzemedaille. Bei der 39:42-Halbfinalniederlage gegen Kroatien im Siebenmeterwerfen erzielte er 16 Tore. Mit 35 Turniertreffern war er zweitbester Torschütze. Bei der U-19-Europameisterschaft 2021 belegte der 36-fache Torschütze mit Dänemark den fünften Rang. Bei der U-20-Europameisterschaft 2022 wurde Arnoldsen mit 54 Toren zweitbester Werfer des Turniers, das Dänemarks Junioren auf dem achten Rang beendeten. Zudem war er Mitglied des All-Star-Teams.
In der dänischen A-Nationalmannschaft debütierte er am 9. März 2023 mit sieben Toren beim 30:23-Sieg gegen Deutschland. Bei den Olympischen Spielen 2024 in Paris gewann er die Goldmedaille. Bei der Weltmeisterschaft 2025 warf er 13 Tore in acht Partien und wurde mit dem Team Weltmeister.
Arnoldsen hat keines seiner bisher 27 Länderspiele für Dänemark verloren.

### Privates
Sein Zwillingsbruder Frederik spielt ebenfalls bei Skanderborg Aarhus Håndbold.